# فتح‌آباد، اوتار پرادش
فتح‌آباد، اوتار پرادش (به انگلیسی: Fatehabad) یک منطقهٔ مسکونی در هند است که در Agra district واقع شده‌است.

## خصوصیات
فتح‌آباد  ۲۳٬۲۷۸ نفر جمعیت دارد و ۱۶۲ متر بالاتر از سطح دریا واقع شده‌است.